# Cynoglossum castaneum
Cynoglossum castaneum är en strävbladig växtart som beskrevs av H. Riedl. Cynoglossum castaneum ingår i släktet hundtungor, och familjen strävbladiga växter. Inga underarter finns listade i Catalogue of Life.